# Utsjoki (Fluss)
Der Utsjoki (nordsamisch Ohcejohka) ist ein Fluss im nördlichsten Finnland. 
Er entsteht als Ausfluss aus dem See Mierasjärvi und mündet nach ca. 50 km beim Ort Utsjoki in den Tanaelva (Tenojoki). Der Fluss verläuft in Süd-Nord-Richtung. Dabei durchfließt der Utsjoki mehrere langgestreckte Seen, die Landschaft hat einen Mittelgebirgscharakter.